# Festival AXE Ceremonia
AXE Ceremonia es un festival de música llevado a cabo anualmente en Ciudad de México. Iniciando como festival de únicamente un día, se tornó en festival de fechas múltiples estructurado con actos prominentes de las escenas local e internacional de la música alternativa. A través de los años desde su creación en 2013, Ceremonia se ha convertido en uno de los festivales musicales más grandes en México y de los más importantes de música alternativa a nivel América Latina. El estilo musical de Ceremonia es similar al de festivales europeos como Primavera Sound y Roskilde, centrándose en rock alternativo, electrónica, R&B contemporáneo, neo soul y hip hop, además de reguetón alternativo y corridos tumbados.
Dentro de los artistas y bandas que han encabezado las distintas ediciones de Ceremonia se encuentran Tyler, the Creator, Snoop Dogg, Björk, Beck, Massive Attack, ASAP Rocky, Travis Scott, LCD Soundsystem y Kendrick Lamar, junto con la participación de actos de renombre de la escena de habla hispana como Natanael Cano, Rosalía, Julieta Venegas, C. Tangana, Tainy, Fuerza Regida y Kenia Os. El festival también ha incluido DJs del ámbito alternativo como Gesaffelstein, Underworld, Aphex Twin, Kaytranada, Arca y Peggy Gou, y figuras musicales como M.I.A., St. Vincent, James Blake, Kelela y Sevdaliza.

## Historia
El festival fue creado por Diego Jiménez, quien desarrolló la idea de realizar un festival enfocado principalmente en música alternativa con actividades y espacios inclusivos. El nombre Ceremonia proviene del tema «Ceremony», escrito por Joy Division, el cual Jiménez consideró como una «referencia de la música alternativa». Después de estar originalmente planeada para llevarse a cabo en el Parque Ecológico Xochimilco, la primera edición se realizó el 14 de septiembre de 2013 en el Centro Dinámico Pegaso en Toluca.
Posterior a siete ediciones y dos años ausente debido a la pandemia de COVID-19, el recinto de Ceremonia fue relocalizado al Parque Bicentenario de la Ciudad de México para la octava edición en 2022. El siguiente año, se llevó a cabo la primera edición del festival en realizar actividades durante dos días.

## Polémicas

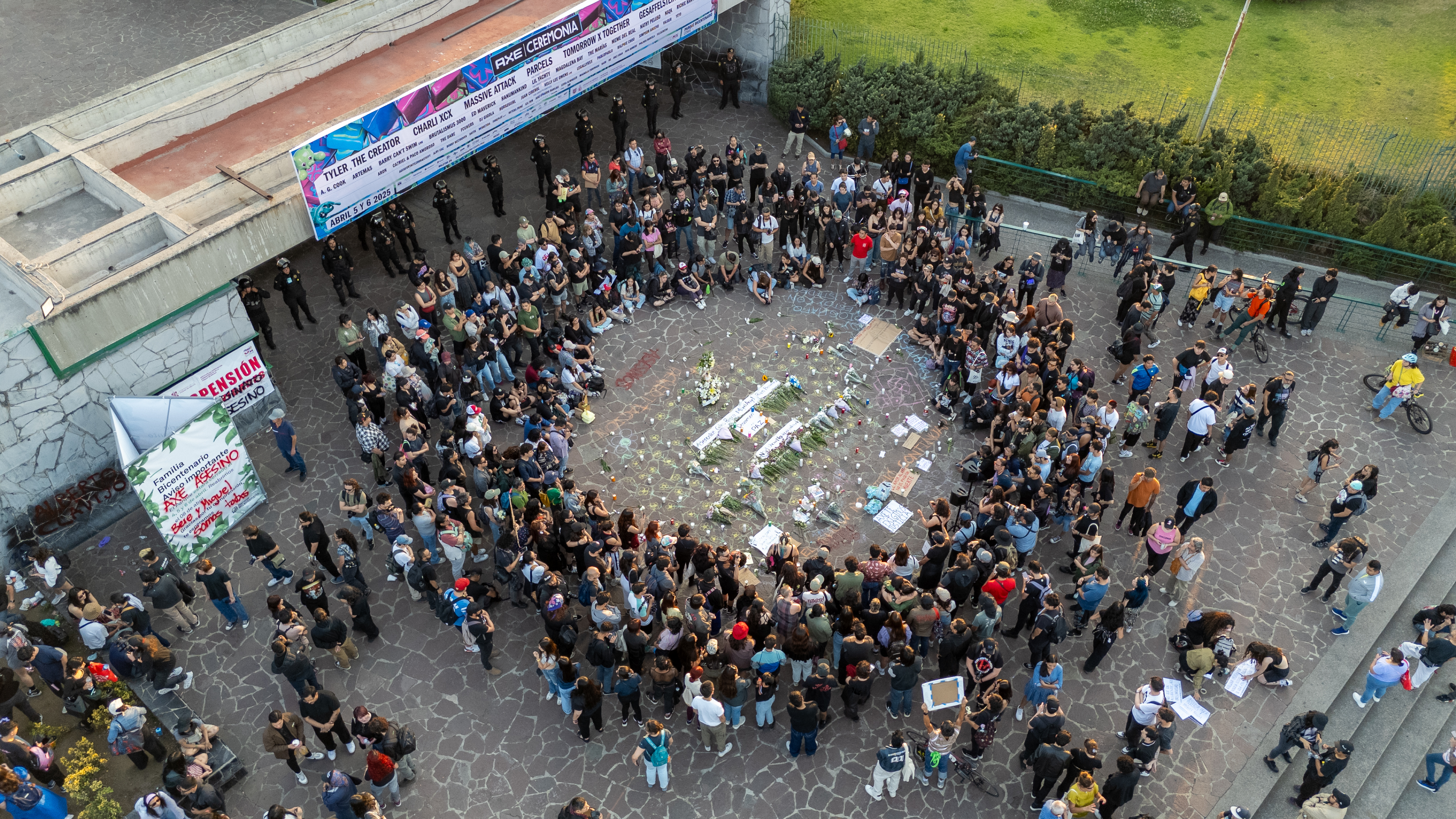
Protesta al exterior del Parque Bicentenario el 6 de abril exigiendo justicia.

En el primer día del festival en su edición 2025, el 5 de abril de 2025, los fotógrafos Berenice Giles y Miguel Hernández murieron mientras cubrían el festival. Una plataforma elevadora tipo tijera cayó sobre las víctimas cerca del escenario AXE mientras tocaba Meme del Real, alrededor de las 5 de la tarde. Asistentes al evento y periodistas que documentaban el hecho fueron obligados a retirarse de la escena obligados por seguridad de OCESA y elementos de la Policía Bancaria e Industrial de la Ciudad de México. Los lesionados fueron trasladados al cercano hospital Rubén Leñero, a donde llegaron sin signos vitales.
Hacia las 10 de la noche se hace pública la noticia, informando la cuenta oficial en Instagram de Ceremonia que una estructura había caído sobre dos personas lesionándolas, misma que fue eliminada más tarde. Fue la jefa de gobierno Clara Brugada quien confirmó los hechos. La Fiscalía General de Justicia de la Ciudad de México ingresó al evento para dar parte de los hechos y abrir un carpeta de investigación. La alcaldía Miguel Hidalgo clausuró la actividad hacia las 2 de la mañana del 6 de abril colocando sellos de suspensión. Mauricio Tabe, alcalde de esa demarcación, aseguró que el festival no se detuvo ya que en su valoración hubiera generado un caos entre los 45 mil asistentes, por lo que esperaron que terminara el primer día. Asimismo aseguró que la alcaldía revisó las estructuras seis horas antes del evento pero presuntamente las plataformas elevadoras fueron agregadas sin estar contemplados por las autoridades.
Hacia las 5 de la tarde del domingo 6 periodistas, fotógrafos, familiares y asistentes al festival organizaron una velada en memoria de las víctimas y exigiendo justicia.  La organización defensora de periodistas Artículo 19 manifestó su solidaridad y pidió justicia para las víctimas. En su presentación en el festival Pa’l Norte, la banda Jumbo dedicó la canción «Fotografías» para Berenice y Miguel. Del lineup del festival Charli XCX, Ed Maverick, Tomorrow X Together, The Marías, Massive Attack, Simpson Ahuevo y NSQK publicaron una historia en memoria de las víctimas, solidarizándose; Luisa Almaguer asistió a la velada convocada fuera del parque.

## Line-ups por edición
| Lista de ediciones mostrando fecha, locación, curaduría de cartel y referencias | Lista de ediciones mostrando fecha, locación, curaduría de cartel y referencias | Lista de ediciones mostrando fecha, locación, curaduría de cartel y referencias | Lista de ediciones mostrando fecha, locación, curaduría de cartel y referencias | Lista de ediciones mostrando fecha, locación, curaduría de cartel y referencias |
| Edición                                                                         | Fecha                                                                           | Locación                                                                        | Curaduría de cartel | Ref.                                                                            |
| ------------------------------------------------------------------------------- | ------------------------------------------------------------------------------- | ------------------------------------------------------------------------------- | --- | ------------------------------------------------------------------------------- |
| 1°                                                                              | 14 de septiembre de 2013                                                        | Centro Dinámico Pegaso, Toluca                                                  | Animal Collective Justice Busy P Breakbot Nicolas Jaar Toro y Moi Gang Gang Dance XXYYXX Nosaj Thing beGun Oneohtrix Point Never Centavrvs Yesco Little Jesus Mentira Mentira Simpson Ahuevo Club 303 | [ 9 ]                                                                           |
| 2°                                                                              | 16 de agosto de 2014                                                            | Centro Dinámico Pegaso, Toluca                                                  | Julian Casablancas & The Voidz Tyler, the Creator ASAP Ferg Damian Lazarus !!! Jacques Greene Flying Lotus Zurdok Ty Segall Tycho How to Dress Well Theophilus London Suuns Unknown Mortal Orchestra Hawaiian Gremlins Adán Cruz Juan Soto ClubzL-Vis 1990 vs Kingdom Toy Selectah Daniel Maloso Erick Rincón Sanfuentes Teen Flirt Lao Los Mekanikos | [ 18 ]                                                                          |
| 3°                                                                              | 9 de mayo de 2015                                                               | Centro Dinámico Pegaso, Toluca                                                  | Snoop Dogg The Horrors Jungle Chet Faker Melody's Echo Chamber Green Velvet Art Department Daniel Avery Disco Ruido Pusha T Kaytranada Kali Uchis The Wookies Fuete Billete Los Nastys El Triple Filtro Kryone Yoga Fire Zombies in Miami Royal Highness Zutzut and Ezekiel AAAA Mate Trillones Raido | [ 19 ]                                                                          |
| 4°                                                                              | 9 de abril de 2016                                                              | Centro Dinámico Pegaso, Toluca                                                  | Disclosure Flume Gesaffelstein Nas Z Trip Bob Moses Classixx Ryan Hemsworth Titan RL Grime Anderson .Paak & The Free Nationals Thundercat Álvaro Díaz C. Tangana Jesse Baez Salón Acapulco Los Blenders Marineros Total Freedom Anna Lunoe Clumbers & Louie Fresco Alizzz Gaika Superstudio Finesse All Stars Synty Mverte Alemán Theus Mago Yasupopoi | [ 20 ]                                                                          |
| 5°                                                                              | 2 de abril de 2017                                                              | Centro Dinámico Pegaso, Toluca                                                  | Björk M.I.A. Underworld James Blake Beach House Nicolas Jaar Majid Jordan Vince Staples DRAM Snakehips What So Not Gallant Rey Pila Madame Gandhi La Banda Bastón Simpson Ahuevo AJ Dávila Sotomayor Mija The Black Madonna Floating Points Hapax Legomenon Virgil Abloh River Tiber Buscabulla BrunoG Kau Mutsa Tayrell | [ 21 ]                                                                          |
| 6°                                                                              | 7 de abril de 2018                                                              | Centro Dinámico Pegaso, Toluca                                                  | Beck St. Vincent Soulwax Rae Sremmurd King Krule Bomba Estéreo Four Tet Cashmere Cat Arca C. Tangana Kelela Caribou Mura Masa A. Chal Cuco Wet Baes Tayrell Kinder Malo & Pimp Flaco Broke Kids Girl Ultra Mint Field Tommy Genesis Berhana Lophile Fntxy Tayhana Linn da Quebrada Mexican Jihad Perreo Pesado Born in Flamez Derré Tidá Audri Nix | [ 22 ]                                                                          |
| 7°                                                                              | 6 de abril de 2019                                                              | Centro Dinámico Pegaso, Toluca                                                  | Massive Attack Rosalía Aphex Twin The Blaze Kaytranada Khruangbin Little Jesus Pabllo Vittar DJ Koze Parcels Pussy Riot Bad Gyal Modeselektor Jon Hopkins Yaeji Denzel Curry Ambar Lucid Tessa Ía La Plebada Roy Blair Kuro Deko Clubz Flohio Aquihayaquihay Marie Davidson Faka Young Boy Dancing Group Debit Serpentwithfeet Ian Isiah Defensa | [ 23 ]                                                                          |
| 8°                                                                              | 2 de abril de 2022                                                              | Parque Bicentenario, Ciudad de México                                           | Wu-Tang Clan ASAP Rocky C. Tangana Tainy Nathy Peluso Natanael Cano Arca Nicki Nicole Bicep Molchat Doma Nicola Cruz Snow Tha Product Tokischa Shygirl Robot95 Samantha Barrón Mathilde Sobrino Drama Sticky M.A. Noah Pino Palo Chanel Tres Eartheater Erika de Casier Brujx Prieta La Pocha Nostra Mexican Jihad Lechedevirgen Pepx Romerx Derretida Selene Blue Rojo | [ 10 ]                                                                          |
| 9°                                                                              | 1 y 2 de abril de 2023                                                          | Parque Bicentenario, Ciudad de México                                           | Travis Scott Rosalía M.I.A. Fred Again L'Impératrice Jamie xx The Blaze Tokischa Julieta Venegas Junior H Moderat Domi and JD Beck El Malilla Trueno Louta Honey Dijon Avalon Emerson Tayhana Villano Antillano Ethel Cain TR/ST Rojuu La Goony Chonga Eme Malefe Yoshi Taichu Foudequish Rubio Usted Señalemelo Opium G Cuauh Nsqk Meth Math Rebe Mehro Zemmoa Friolento Go Golden Junk Zizzy Grls Chippy Nonstop Lukas Avendaño + Muxx Loris SadGal + DJ Fucci Pepx Romero Mexican Jihad Josh Steers DJ Guapis Regal 86 Villaseñor Ruisseñor vs Kodemul La Fulminante Pepx Romero Derretida DJ Bear DJ Secreto Blue Rojo Sussyoh Aretrips Jacinto DJ Ali Gua Gua Rulo                                                    | [ 11 ]                                                                          |
| 10°                                                                             | 23 y 24 de marzo de 2024                                                        | Parque Bicentenario, Ciudad de México                                           | Kendrick Lamar LCD Soundsystem Fuerza Regida Álvaro Díaz Sampha Four Tet James Blake Arca Sevdaliza Peggy Gou Kenia Os Bad Gyal Grimes Charlotte de Witte Romy Floating Points Yves Tumor Étienne de Crécy +Boombas+ DJ Falcon Soto Asa Dorian Electra GALE Pink Pablo Justin Morales Akrilla RaiNao Joaquina Mertz Rusowsky Leisure Lil Ziphie Underscores Akasha Overmono DJ Poi Poi El Bogueto Bb Trickz Lara Project Astrid Hadad Chico Blanco Toccororo Tyler Matthew Oyer Pepx Romero Mexican Jihad Torina Moreno Arieshandmodel BClip Six Sex Iris Estefanía Kebra Pepx Romero Diego Vega Derretida DJ Bear Tony Gallardo Aretrips Shainy Rulo Sussyoh Wizah B.Smile Olea Black Daria Bastian Bell Liah Steve Samia | [ 3 ]                                                                           |
| 11°                                                                             | 5 y 6 de abril de 2025                                                          | Parque Bicentenario, Ciudad de México                                           | Tyler, the Creator Natanael Cano Charli XCX FKA Twigs Massive Attack Parcels Tomorrow X Together Gesaffelstein Lil Yachty Nathy Peluso The Marías Meme del Real Nsqk Richie Hawtin A.G. Cook Barry Can't Swim Brutalismus 3000 Hanumankind Magdalena Bay Artemas Ca7riel y Paco Amoroso Aron The Dare Fcuckers DJ Gigola Horsegiirl Juan Cirerol Kelly Lee Owens Legallyrxx Ralphie Choo Simpson Ahuevo Yeyo AgusFortnite2008 Bobby Beethoven Day2k Derretida Foreplay Hetera Friné Iza Tkm José Eduardo Barajas Luisa Almaguer Magnolia Coronado Nash Orly Anan Pablopablo Pepx Romero Piolinda Marcela Telescreens Valgur                                                                                                | [ 24 ]                                                                          |